# Fountain Geyser
De Fountain Geyser is een fonteingeiser in het Lower Geyser Basin dat onderdeel uitmaakt van het Nationaal Park Yellowstone in de Verenigde Staten. De geiser maakt deel uit van de Fountain Group, waar onder andere de Jet Geyser deel van uitmaakt.
De erupties komen tot een hoogte van 67 meter. Dit zijn wel de meest krachtige erupties. De frequentie van de erupties ligt lager dan omliggende geisers, maar wel krachtiger.